# Zijband
Een zijband is een deel van een amplitudegemoduleerd zendsignaal.
Wordt het signaal van een microfoon (of andere geluidsbron) gemengd met de draaggolf, dan ontstaan er frequenties die iets met de draaggolf verschillen. Heeft de draaggolf een frequentie van 1008 kHz en het signaal van de microfoon een frequentie van 1 kHz, dan ontstaan er zijbanden van 1007 en 1009 kHz. Deze heten respectievelijk de onderste en bovenste zijband.
Hieruit volgt direct dat een zender niet uitsluitend op de nominale frequentie uitzendt. Het uitgezonden signaal heeft een bandbreedte die twee keer zo hoog is als de maximale frequentie in het radioprogramma.
Het is mogelijk een van beide zijbanden te onderdrukken om de bandbreedte te beperken. Hiervoor is echter gespecialiseerde ontvangstapparatuur nodig.